# Gonzalo Martner Fanta
Gonzalo Martner Fanta (Santiago, 14 de abril de 1957) es un economista y político chileno, miembro del Partido Socialista. Actualmente es Director del Magíster en Gerencia y Políticas Públicas de la Universidad de Santiago de Chile.

## Biografía
Su trayectoria política se inició en 1971 como simpatizante de la Juventud Socialista y luego, desde fines de 1972, como militante del Movimiento de Izquierda Revolucionaria (MIR). En 1973 formó parte de la Dirección de Estudiantes Secundarios del MIR y dirigió el Frente de Izquierda de Estudiantes Particulares (FIEP), que apoyó el proyecto de Escuela Nacional Unificada. Luego del golpe militar partió al exilio a Venezuela y en 1974 a París, donde dirigió la Asociación de Estudiantes Latinoamericanos en Francia y donde fue expulsado del MIR "por socialdemócrata".
Una vez levantada su prohibición de ingreso, regresó a Chile a fines de 1980 y se incorporó al proceso de Convergencia Socialista, que lideraba Ricardo Lagos. Participó en la reconstrucción y renovación de la izquierda y en la acción de desobediencia civil contra la dictadura de Augusto Pinochet.
En 1985 ingresó al Partido Socialista que dirigían Carlos Briones, Ricardo Nuñez, Ricardo Lagos y Jorge Arrate y a su Comisión Política. Trabajó para construir la estrategia de derrota política y movilización social contra la dictadura. En 1983 fue partidario de realizar el acuerdo que cristalizó en la Alianza Democrática, así como de conformar el Bloque Socialista. En 1987 fue uno de los fundadores del Partido por la Democracia (PPD) como organización instrumental para enfrentar el plebiscito de 1988 y, como miembro del Comité Técnico del Comité por Elecciones Libres y luego del Comando por el NO, participó en 1988 de la Concertación de Partidos por la Democracia. 
En 1988 tuvo a su cargo el recuento paralelo de votos en el Comando del NO, que concluyó exitosamente la movilización contra la dictadura. 
En 1989 fue secretario de programa del Partido Socialista dirigido por Jorge Arrate y participó activamente en la unificación del Partido Socialista de Chile, culminada en diciembre de 1989. Fue secretario técnico de la Campaña de Patricio Aylwin y uno de los redactores de su programa de gobierno.[cita requerida]
Entre 1990 y 1994 fue subsecretario de Desarrollo Regional y Administrativo del Ministerio del Interior y tuvo a su cargo la reforma municipal y regional que permitió democratizar los municipios en 1992 y crear los gobiernos regionales. 
Entre 1994 y 1998 fue secretario general y luego vicepresidente del Partido Socialista, período en el que trabajó por su institucionalización, la aprobación de estatutos y la elaboración de una nueva plataforma programática. 
En 1999 fue secretario de programa del PS y uno de los redactores del programa de gobierno de Ricardo Lagos.

Entre 2000 y 2002 volvió a La Moneda como director de Coordinación Interministerial y entre 2002 y 2003 como subsecretario general de la Presidencia, participando de la gestión del gobierno y del diseño de las reformas sociales del presidente Lagos como el seguro de desempleo, la reforma de la salud, la reforma laboral, la reforma a las ayudas estudiantiles, el programa Chile Solidario, así como la creación de la nueva institucionalidad cultural. 
Dejó el gobierno en febrero de 2003 para ocupar la presidencia del Partido Socialista desde julio de 2003 hasta el Congreso de enero de 2005.
Le correspondió contribuir a restablecer la unidad de la Concertación en torno al gobierno de Lagos, codirigir la exitosa campaña municipal de 2004, apoyar la iniciativa del royalty minero, la defensa de los derechos laborales y los avances en justicia, verdad y reparación en materia de derechos humanos, así como reactualizar la plataforma programática de los socialistas chilenos alrededor de la construcción de un Estado democrático y social de derecho. 
Desde la presidencia del Partido Socialista apoyó la candidatura presidencial de Michelle Bachelet y su confirmación por el bloque progresista primero y la Concertación después. Formó parte del Comité Político de la Campaña Presidencial y fue candidato a senador por Santiago Oriente en 2005 acompañando a Soledad Alvear. En octubre de 2008 fue nombrado por la presidenta de la República de Chile para asumir el cargo de Embajador de Chile en España, que ejerció hasta marzo de 2010.
En 2016 renunció al Partido Socialista por divergencias con su orientación política y prácticas internas y apoyó como independiente la candidatura de Alejandro Guillier en 2017 y los intentos de articulación de un nuevo bloque de izquierda.
Fue presidente del partido País, el cual fue brevemente parte del Frente Amplio.
En 2023 retornó al Partido Socialista.

## Actividad académica
Gonzalo Martner estudió Ciencias Económicas en la Universidad de París I entre 1974 y 1979, obteniendo los grados de licenciatura y maestría. Se doctoró en esa disciplina en la Universidad de París X en 1983.
Se desempeñó en París en el Centre International pour le Développement y luego en los años 1980-1989 en Chile como investigador en los centros académicos independientes Vector, GIA y CED, y como consultor de CEPAL-FAO y UNRISD.
Desde 1994 es profesor titular de la Facultad de Administración y Economía de la Universidad de Santiago de Chile. Ha sido miembro del Comité de Expertos en Administración Pública del Consejo Económico y Social de Naciones Unidas en el período 2001-2005.
Es coautor de los libros Dette et Développement (Publisud, Paris, 1982), Democracia y Orden Económico (CED, Santiago, 1985), Amérique Latine, les Ripostes à la Crise (L'Harmattan, Paris, 1988), Paradojas de un Mundo en Transición (Instituto Matías Romero de Estudios Diplomáticos, México, 1993), Chile y el NAFTA (Centro Interuniversitario de Desarrollo, Santiago, 1996), El Chile Rural en la Globalización (CED, Santiago, 2002), Las Políticas Sociales de los Gobiernos Progresistas (Fundación Friedrich Ebert, Santiago, 2009), Chile en la Concertación 1990-2010 (Fundación Friedrich Ebert, Santiago, 2009), Chile 1973, los Meses Previos al Golpe de Estado (Universidad Alberto Hurtado, Santiago, 2013), Socialismo & Democracia,(Mar del Plata, 2015),  La Felicidad de los Chilenos, Estudios sobre Bienestar II (Santiago de Chile, 2016) y La Gran Ruptura, Institucionalidad Política y Actores Sociales en el Chile del siglo XXI, LOM, Santiago, 2016.
Es autor de los libros:
- El Hambre en Chile (GIA, Santiago, 1988)
- Descentralización y Modernización del Estado (LOM, Santiago, 1993)
- Gobernar el Mercado (LOM, Santiago, 1999)
- El Socialismo y los Tiempos de la Historia, Conversaciones con Alfredo Joignant (CESOC, Santiago, 2003)
- La Fuerza Tranquila del Socialismo (PS, Santiago, 2004)
- Remodelar el Modelo, Reflexiones para el Bicentenario (LOM, Santiago, 2007)
- La Crisis y el Estado Activo (CESIC, Extremadura, 2009)
- Economía, Una Introducción Heterodoxa (LOM, Santiago, 2018)

Además, es autor de otras publicaciones en revistas especializadas. Es editor de La Protección Social en un Mundo Incierto (Chile 21, Santiago, 2007) y coeditor de Radiografía crítica al modelo chileno” (LOM, Santiago, 2013). También es columnista de El Mostrador y de Nueva Sociedad.

## Historial electoral

### Elecciones parlamentarias de 2005
- Elecciones parlamentarias de 2005, para la Circunscripción 8, Santiago Oriente[13]

| Candidato                 | Pacto                    | Partido | Votos   | %     | Resultado |
| ------------------------- | ------------------------ | ------- | ------- | ----- | --------- |
| Soledad Alvear Valenzuela | Concertación Democrática | PDC     | 582 117 | 43,81 | Senadora  |
| Pablo Longueira Montes    | Alianza                  | UDI     | 318 434 | 23,97 | Senador   |
| Lily Pérez San Martín     | Alianza                  | RN      | 261 663 | 19,69 |           |
| Gonzalo Martner Fanta     | Concertación Democrática | PS      | 75 513  | 5,68  |           |
| Manuel Riesco Larraín     | Juntos Podemos Más       | PC      | 60 589  | 4,56  |           |
| Efrén Osorio Jara         | Juntos Podemos Más       | PH      | 30 338  | 2,28  |           |

### Elecciones parlamentarias de 2021
- Elecciones parlamentarias de 2021, para la Circunscripción Senatorial nro. 7, Región Metropolitana de Santiago

| Candidato                    | Pacto                    | Partido | Votos   | %     | Resultado |
| ---------------------------- | ------------------------ | ------- | ------- | ----- | --------- |
| Fabiola Campillai Rojas      | Independiente            | Ind.    | 402 078 | 15,14 | Senadora  |
| Manuel José Ossandón         | Chile Podemos Más        | RN      | 279 908 | 10,54 | Senador   |
| Rojo Edwards Silva           | Frente Social Cristiano  | PRCh    | 249 273 | 9,39  | Senador   |
| Luciano Cruz-Coke            | Chile Podemos Más        | EVO     | 150 868 | 5,68  | Senador   |
| Claudia Pascual Grau         | Apruebo Dignidad         | PCCh    | 139 722 | 5,26  | Senadora  |
| Jaime Mañalich Muxi          | Chile Podemos Más        | ILAA    | 132 621 | 4,99  |           |
| Karina Oliva Pérez           | Apruebo Dignidad         | COM     | 112 730 | 4,24  |           |
| Marcela Sabat Fernández      | Chile Podemos Más        | RN      | 109 241 | 4,11  |           |
| Guillermo Teillier Del Valle | Apruebo Dignidad         | PCCh    | 101 506 | 3,82  |           |
| Celeste Jiménez Riveros      | Partido Ecologista Verde | PEV     | 79 928  | 3,01  |           |
| Paulina Vodanovic Rojas      | Nuevo Pacto Social       | PS      | 71 205  | 2,68  |           |
| Cristián Contreras Radovic   | Independientes Unidos    | CU      | 71 019  | 2,67  |           |
| Gabriel Silber Romo          | Nuevo Pacto Social       | PDC     | 58 716  | 2,21  |           |
| Rocío Donoso Pineda          | Apruebo Dignidad         | RD      | 53 235  | 2,00  |           |
| Sebastián Depolo Cabrera     | Apruebo Dignidad         | RD      | 48 858  | 1,84  |           |
| Gonzalo Martner Fanta        | Apruebo Dignidad         | ILAR    | 44 511  | 1,68  |           |